# ریچارد لیچ
ریچارد لیچ (انگلیسی: Richard Leech; ۲۴ نوامبر ۱۹۲۲ – ۲۴ مارس ۲۰۰۴) بازیگر، بازیگر تئاتر، بازیگر سینما، و بازیگر تلویزیون اهل جمهوری ایرلند بود. وی بین سال‌های ۱۹۴۹ تا ۱۹۸۸ میلادی فعالیت می‌کرد.
از فیلم‌ها یا برنامه‌های تلویزیونی که وی در آن نقش داشته‌است می‌توان به گاندی، منفجرکننده‌های سد، وینستون جوان، و زندگی در بالا اشاره کرد.